# Alyssum alyssoides
Alyssum alyssoides là một loài thực vật có hoa trong họ Cải. Loài này được (L.) L. mô tả khoa học đầu tiên năm 1759.